# 63rd Street Line (IND)
|  | Per a la línia de BMT del Metro de Nova York, vegeu 63rd Street Line (BMT) |

63rd Street Line (IND) és una de les dues línies del Metro de Nova York, als Estats Units, que passen pel Carrer 63 (63rd Street, en anglès). Aquesta exactament pertanyia a l'antiga IND, actualment Divisió B del metro.
La línia comença en una connexió amb la línia Sixth Avenue i acaba amb una connexió amb Queens Boulevard. A més hi ha una connexió de vies amb la línia del mateix nom de BMT 63rd Street (BMT) a prop de l'estació Lexington Avenue-63rd Street, estació on els passatgers també poden enllaçar una línia amb l'altra, tot i que la de BMT ara no té cap servei fins que s'acabi la connexió amb la Second Avenue i entri en servei la ruta T.

## Rutes de l'estació
| Llegenda dels serveis                   | Llegenda dels serveis                               |
| --------------------------------------- | --------------------------------------------------- |
| Stops all times                         | Para tot el temps                                   |
| Stops all times except late nights      | Para sempre menys a altes hores de la nit           |
| Stops late nights and weekends          | Para només per la nit i caps de setmana             |
| Stops weekdays only                     | Para només entre setmana                            |
| Stops rush hours in peak direction only | Para en hora punta en direcció zones congestionades |
| Detalls dels periodes de temps          |                                                     |

| Accessible PMR                                                         | Station                                                                | Services                                                               | Opened                                                                 | Transfers and notes |
| Line begins as a split from the IND Queens Boulevard Line (E F G R V ) | Line begins as a split from the IND Queens Boulevard Line (E F G R V ) | Line begins as a split from the IND Queens Boulevard Line (E F G R V ) | Line begins as a split from the IND Queens Boulevard Line (E F G R V ) | Line begins as a split from the IND Queens Boulevard Line (E F G R V )                                                                                                   |
| ---------------------------------------------------------------------- | ---------------------------------------------------------------------- | ---------------------------------------------------------------------- | ---------------------------------------------------------------------- | --- |
| Accessible PMR                                                         | 21st Street–Queensbridge                                               | F                                                                      | October 29, 1989                                                       | |
| Accessible PMR                                                         | Roosevelt Island                                                       | F                                                                      | October 29, 1989                                                       | |
| Accessible PMR                                                         | Lexington Avenue/63rd Street                                           | F                                                                      | October 29, 1989                                                       | MetroCard transfer to 4 5 6 <6> (IRT Lexington Avenue Line) (59th Street station) MetroCard transfer to N R W (BMT Broadway Line) (Lexington Avenue–59th Street station) |
| connecting tracks to BMT 63rd Street Line (No regular service)         |                                                                        |                                                                        |                                                                        | |
| Merge with IND Sixth Avenue Line (F )                                  |                                                                        |                                                                        |                                                                        | |